# Marius Copil
Marius Copil (ur. 17 października 1990 w Aradzie) – rumuński tenisista, reprezentant kraju w Pucharze Davisa.

## Kariera tenisowa
Pod koniec kwietnia 2015 roku razem z Adrianem Ungurem zwyciężyli w zaliczanych do cyklu ATP World Tour zawodach gry podwójnej w Bukareszcie, gdzie w ostatnim meczu pokonali Nicholasa Monroe i Artema Sitaka 3:6, 7:5, 17–15.
W lutym 2018 został finalistą zawodów ATP World Tour w Sofii, gdzie został pokonany przez Mirzę Bašicia. Do drugiego finału awansował pod koniec października w Bazylei, przechodząc najpierw przez eliminacje. Copil wyeliminował m.in. w drugiej rundzie Marina Čilicia (nr 6. ATP) i w półfinale Alexandra Zvereva (nr 5. ATP) ponosząc porażkę w meczu o tytuł z Rogerem Federerem.
Od 2009 roku Copil jest reprezentantem Rumunii w Pucharze Davisa.
Najwyżej w rankingu singlowym sklasyfikowany był na 56. miejscu w styczniu 2019 roku, zaś w deblowym w sierpniu 2015 roku znajdował się na 182. pozycji.

### Finały w turniejach ATP World Tour
| Legenda                                      |
| -------------------------------------------- |
| Wielki Szlem                                 |
| Igrzyska olimpijskie                         |
| Tennis Masters Cup / ATP Finals              |
| ATP Masters Series / ATP Tour Masters 1000   |
| ATP International Series Gold / ATP Tour 500 |
| ATP International Series / ATP Tour 250      |

#### Gra pojedyncza (0–2)
| Końcowy wynik | Nr | Data                 | Turniej | Nawierzchnia  | Przeciwnik    | Wynik finału        |
| ------------- | -- | -------------------- | ------- | ------------- | ------------- | ------------------- |
| Finalista     | 1. | 11 lutego 2018       | Sofia   | Twarda (hala) | Mirza Bašić   | 6:7(6), 7:6(4), 4:6 |
| Finalista     | 2. | 28 października 2018 | Bazylea | Twarda (hala) | Roger Federer | 6:7(5), 4:6         |

#### Gra podwójna (1–0)
| Końcowy wynik | Nr | Data             | Turniej   | Nawierzchnia | Partner      | Przeciwnicy                 | Wynik finału    |
| ------------- | -- | ---------------- | --------- | ------------ | ------------ | --------------------------- | --------------- |
| Zwycięzca     | 1. | 26 kwietnia 2015 | Bukareszt | Ceglana      | Adrian Ungur | Nicholas Monroe Artem Sitak | 3:6, 7:5, 17–15 |